# Montllorer (Sant Celoni)
El Montllorer és una muntanya de 550 metres que es troba al municipi de Sant Celoni, a la comarca del Vallès Oriental.